# Champagne bleu
Champagne bleu (titre original : Blue Champagne) est un recueil de nouvelles de science-fiction de John Varley publié en janvier 1986. Ce recueil a reçu le prix Locus du meilleur recueil de nouvelles en 1987.

## Liste des nouvelles
- Le Texte non traité, 1992 ((en) The Unprocessed Word, 1985)
- Frappez : Entrée ■, 1985 ((en) PRESS ENTER ■, 1984)Prix Hugo du meilleur roman court 1985, prix Nebula du meilleur roman court 1984 et prix Locus du meilleur roman court 1985
- Champagne bleu, 1985 ((en) Blue Champagne, 1981)Prix Locus du meilleur roman court 1982
- Tango Charlie et Foxtrot Roméo, 1992 ((en) Tango Charlie et Foxtrot Romeo, 1985)
- L'Annuaire de Manhattan (abrégé), 1992 ((en) The Manhattan Phone Book (Abridged), 1984)

Il est à noter que ce recueil diffère un peu du recueil original. En effet, les trois nouvelles suivantes n'ont pas été reprises.
- Passe le temps, 1982 ((en) The Pusher, 1981)Publiée dans la revue Fictions no 328 en avril 1982 par les éditions OPTA
- Options, 1986 ((en) Options, 1979)Publiée dans l'anthologie Univers 1986 publiée par les éditions J'ai lu en mai 1986
- Sucre d'orge et bébé noir, 1982 ((en) Lollipop and the Tar Baby, 1977)Publiée dans le recueil Les Mannequins de John Varley par les éditions Denoël, collection Présence du futur no 342

## Éditions
- Blue Champagne, janvier 1986, Dark Harvest, 400 pages  (ISBN 0-913165-09-3)
- Champagne bleu, 13 février 1992, trad. Jean Bonnefoy, Denoël, Présence du futur no 527, 319 pages  (ISBN 978-2207305270)